# Saliuncella marshalli
Saliuncella marshalli är en fjärilsart som beskrevs av Jordan 1907. Saliuncella marshalli ingår i släktet Saliuncella och familjen bastardsvärmare. Inga underarter finns listade i Catalogue of Life.